# Хоппенраде
Хоппенраде (нем. Hoppenrade) — община в Германии, в земле Мекленбург-Передняя Померания.
Входит в состав района Гюстров. Подчиняется управлению Краков ам Зее. Население составляет 798 человек (2009); в 2003 г. — 860. Занимает площадь 28,76 км².